# Ізяслав Мстиславич
Ізясла́в II Мстисла́вич (Ізясла́в Благочестивий, бл.1097 — 13 листопада 1154) — руський князь із династії Рюриковичів. Великий князь київський (1146—1149, 1151—1154). Старший син київського князя Мстислава Великого, онук Володимира Мономаха. Хрещене ім'я — Пантелеймон. Родоначальник волинсько-галицької династії Ізяславичів. Прадід короля Русі Данила Галицького.

## Біографія
Народився близько 1090 року і майже все життя присвятив боротьбі за великокняжий київський стіл і об'єднання України-Русі в єдину могутню державу. Як свідчить історик Михайло Грушевський: «після смерті Мстислава боротьба йде з надзвичайною силою й завзяттям, особливо загострюючись у середині XII століття (1146—1162). Сили і запал були ще свіжі: Мстиславовичі, молодші Мономаховичі і дві старші лінії Святославовичів… порушували в цій боротьбі небо і землю, бо й було задля чого — Київ ще був дійсно центром не тільки цілої України, а й цілої східної Європи…».
З 1135 по 1141 рік княжив у Володимирі, а в 1142—1146 роках — у Переяславі. В результаті Київського повстання 1146 року став Великим князем. У 1149 році Юрій Довгорукий, князь володимиро-суздальський, вигнав Ізяслава Мстиславича з Києва, але 1151 року той знову став Великим князем і князював зі своїм дядьком В'ячеславом Володимировичем до кінця свого життя.
Князювання Ізяслава в Києві (1146—54, з перервами) пройшло майже в безперервній боротьбі з Юрієм Долгоруким, підтриманим чернігівськими Ольговичами та галицьким князем Володимирком Володаревичем. Ізяслав не раз звертався по допомогу до Угорщини й Польщі. В перебігу воєн він то втрачав, то здобував Київ. 1149 р. Юрій Долгорукий розбив Ізяслава під Переяславом, і йому довелося тікати на Волинь, у володіння Мономаховичів. 1150 року він ненадовго повернувся до Києва. І лише 1151, нейтралізувавши галицького князя Володимирка Володаревича за допомогою свого брата Святополка, Ізяслав з десятитисячним угорським військом короля Гези ІІ підступив до Києва. Юрій Долгорукий утік на північ. Щоб надати легітимності своєму правлінню в Києві, Ізяслав у 1151 році зробив своїм співправителем старшого Мономаховича В'ячеслава Володимировича. В травні 1151 р. Ізяслав завдав рішучої поразки Юрію Долгорукому на Перепетовому полі на р. Рута поблизу Києва. Ізяслав був досвідченим політиком і мужнім воїном, першим серед давньоруських князів послідовно спирався в державній діяльності на городян, користувався підтримкою київського віча, прагнув об'єднати під своєю рукою Південну Русь.
У боротьбі за Київ князь Ізяслав Мстиславич використовував, в тому числі і флот, вірніше, створену ним Дніпровську флотилію. Для цього він модернізував, як записано літописцем, «исхитриль лодьи дивно».
Нові лодії Мстислава ходили як під вітрилами, так і під веслами, гребці були повністю закриті бортами судна, а воїни (дружина) стояли на «помості», тобто на верхній палубі і могли вільно вести бойові дії. Така лодія мала два керма — попереду і ззаду — й могла ходити як вперед, так і назад, чи повертатися на місці. Лодії ці були, за сучасною кваліфікацією, типу річка — море і, по-суті, були новийм етапом у вітчизняному суднобудуванні.
У ставленні Ізяслава Мстиславича до Церкви найкраще виявилася його національна та державницька свідомість. В той час попередній Митрополит Київський — грек Михайло, покинувши Київ, заборонив без себе правити в св. Софії. В 1147 році Ізяслав вивів давньоукраїнську церкву з прямого підпорядкування Константинополю. Він наказав зібрати всіх єпископів для обрання нового митрополита. Після довгої дискусії — правосильні єпископи робили це без благословення візантійського патріарха — більшістю голосів обрано на митрополита Климента Смолятича, ченця Зарубського монастиря. Про нього описано у літописі, складеному боярином Петром Бориславичем, що частково зберігся в Іпатіївському списку. Таким чином Ізяслав, прагнучи поновити велич Київської держави, поновлював церковну незалежність від Візантії.
Вперше Ізяслав випробував свою флотилію в бою, наприкінці квітня 1151 року при обороні переправ під Києвом під час наступу війська князя Юрія Довгорукого. «Билися, свідчить літописець, наїздили в насадах, брали в полон ці тих, а ті тих — Ізяслав не дозволяв їм перебрести».
Невдовзі князь Ізяслав помер у віці трохи більше 50-ти років 13 листопада 1154 року. Був похований на Пилипів день зранку в церкві св. Федора, «в отни ему монастыри».
Київський літопис дуже жалкує за ним, титулуючи його «вірним, христолюбивим, славним і великим князем». Літописець записав, що за ним плакала вся «руська земля».
Після смерті Ізяслава Мстиславича починається новий етап княжих міжусобиць, який призвів до занепаду політичного значення Києва.

## Двір в Києві, пов'язаний з Ізяславом
У 1146 році кияни цілували хрест (присягали на вірність) Ігорю Ольговичу в Угорському. Це опосередковано говорить про існування там княжого двору, який прямо згаданий вже під 1151 роком. В цей рік Ізяслав Мстиславич запросив В'ячеслава Володимировича бути своїм співправителем у Києві — при цьому Вячеслав сів у Великому дворі, а Ізяслав на дворі під Угорським. У 1154 році Ростислав Мстиславич, новий співправитель Вячеслава, після смерті цього останнього в'їздить на Ярославів двір — вочевидь до цього він мешкав у дворі під Угорським. Під 1151 роком літопис також згадує якісь Угорські ворота — можливо вони були частиною фортифікацій Угорського. М. І. Петров висунув версію, що двір під Угорським знаходився десь на території, що її пізніше заняв Пустинно-Микільський монастир, але М. К. Каргер вважав це безпідставним.
Якийсь княжий двір можливо знаходився на острові навпроти Видубицького монастиря. Цей острів ототожнюється з сучасною Нижнюю Теличкою, яка станом ще на середину 19 століття відділялась від правого берега рукавом Дніпра. За іншою версією, двір знаходився на острові Муромець, на якому у 1982 та 1990 роках було відкрито і досліджено давнє городище(те саме, яке також ототожнюється з «Раєм» Юрія Долгорукого). У 1149 році Ізяслав Мстиславич, ставши попередньо на цьому острові, зустрівся там з Ростиславом. Можливо там же у 1240 році зупинився Михайло Всеволодович, що приїхав в Київ після його розорення монголами та «живяше под Киевом во Острове».

## Сім'я і діти
За М. Баумгартеном дружиною Ізяслава була Агнеса Гогенштауфен, родичка Німецького імператора Фрідріха Барбаросси. Від неї він мав таких дітей:
- Мстислав (1125/26 — 19 серпня 1170) — князь Волинський, Великий князь Київський.
- дочка — 1143 р. вийшла заміж за Полоцького князя Рогволда Борисовича (? — 1171).
- Євдокія — у 1151 р. вийшла заміж за Мешка ІІІ Старого (1126—1202), князя Великопольського.
- Ярослав  (бл. 1132—1180) — князь Волинський, Великий князь Київський.

- Ярополк (? — 1168) — князь буський помер 7 березня 1168 року, був похований в церкві св. Федора, де й батько[7].

## Вшанування пам'яті
- 23 серпня 2020 року Указом Президента України Окремому центру спеціальних операцій «Захід» Сил спеціальних операцій ЗС України було присвоєно почесне найменування «імені князя Ізяслава Мстиславича».[8]